# Novi Kneževac
Novi Kneževac (v srbské cyrilici Нови Кнежевац) је město v severovýchodní části srbské Vojvodiny. Administrativně spadá pod Severobačský okruh. V roce 2011 mělo město 6960 obyvatel.
Město se rozkládá na samotném severovýchodním cípu země, v blízkosti státní hranice s Maďarskem a Rumunskem. V jeho blízkosti se nachází Kanjiža, od něhož Novi Kneževac odděuje řeka Tisa. Novi Kneževac je situován na silničním tahu Horgoš-Kikinda. S ní má město také i železniční spojení. Původní trať pokračovala potom dále na sever do Rumunska.
Město se rozvíjelo původně jako Nova Kanjiža. Od roku 1935 má současný název. Obyvatelstvo je z 2/3 srbské a z jedné třetiny maďarské národnosti. Město má celkem tři kostely, dva z nich jsou pravoslavné.